# نواسخ القرآن
نواسخ القران هو كتاب عن نسخ الايات بايات أخرى، ألفه الحافظ ابن الجوزي (510 هـ - 592 هـ)، نهج المؤلف في كتابه بسرد الأسانيد، وترتيبه على نسق ترتيب المصحف، وكون الآية منسوخة أو غير منسوخة ليس أمرا اجتهاديا بل الأصل أن كل آية محكمة حتى يأتي دليل صحيح على نسخها.
كما يوجد من كتاب نواسخ القرآن نسختان مخطوطتان فقط:
1. في مكتبة مدينة الملحقة بمكتبة طبقبوسراي بتركيا، تحت عنوان نواسخ القرآن برقم (182\1)، قياس 14×19، في 136 ورقة، في كل صفحة خمسة عشر سطرا.
2. في مكتبة خدابخش ببنكبور، الواقعة في ولاية يتنا، شمال شرق الهند وذلك تحت عنوان الناسخ والمنسوخ، تقع برقم 18\1481، وعدد أوراقها حسب ما كتب في فهرس المكتبة المذكورة 145 صفحة.